# Вера Циривири Трена
Вера Циривири – Трена, Мица (Прилеп, 1921 — Штип, 15. јул 1944), учесница Народноослободилачке борбе.

## Биографија
Рођена је 1921. године у Прилепу. Њена мајка била је Васка Циривири, активна учесница Народноослободилачког покрета Југославије.
Рано је осетила неправду режима у Краљевини Југославији. У напредни раднички покрет се прикључила пре рата у Београду, где је неко време живела са својом породицом. Била је активна у женском покрету и често је путовала из Београд до Прилепа носећи илегални материјал за Скопље, Велес и Прилепу.

## Други светски рат
Она је као чланица Комунистичке партије Југославије, након окупације Југославије постала чланиа Месног комитета КПЈ за Прилеп. Била је један од организатора оружаног устанка у Прилепу, затим у Скопљу, Битољу, Тиквешу, Куманову и Штипу.
Јордан Јордановски је марта 1943. године довео Веру Циривири - Трена, из Кавадараца у Неготино. Одржала је неколико састанака са члановима МК СКОЈ-а поводом предлога МК КП за Неготино за формирање новог месног одбора с обзиром да чланови са старом одбором ће изаћи као партизани. Била је иницијатор формирања АФЖ-у Неготинском реону.
До 1944. године постала је чланица Трећег обласног комитета КП Македоније и радила на јачању партијских организација у Струги, Кочанима, Велесу, Штипу и Валандову, омасовљењу НОП-а и организовању СКОЈ-а, АФЖ-а и НОО-а те испраћању делегата на Прво заседање АСНОМ-а.

## Смрт
Бугарска полиција уценила је њену главу на 20.000 лева. Након једне провале, била је опкољена бугарским агентима. Починила је самоубиство, како им не би жива пала у руке. Буrари су Тренино тело изнели ван града и закопали су је крај Брегалнице након ослобођења, посмртне останке ове девојке, били су пренети у њен родни Прилеп.
Дан раније, пред њено убиство, успела је да организује 80 нових добровољаца да ступе у редове НОВ-а.

## Одликовање
Вера Циривири је одликована, орденом "Заслуге за народ II степена", а њена породица је примила и Споменицу за Наде и Вере Циривири, издата у Београду 29 новембра, 1950. године.

## У њену част
Данас неколико школа у Северној Македонији носе њено име, од којих су неке основна школа у насељу Карпош (Скопље) и у месту Дебреште.
У родном Прилепу налази се њена биста, а Штипу дечији вртич носи њено име.